# چیلگادد
چیلگادد (نام علمی: Chilgatherium) نام یک سرده از تیره سهمگین‌ددان است.